# Eredità (romanzo)
Eredità. Una storia della mia famiglia tra l'Impero e Fascismo è un romanzo scritto da Lilli Gruber pubblicato nel 2012, prima parte di una trilogia incentrata sulla sua famiglia e la sua Heimat tirolese.
Narra la vita della bisnonna dell'autrice, a partire dalla tormentata annessione del Tirolo meridionale all'Italia dopo la dissoluzione dell'Impero d'Austria-Ungheria al termine della Prima Guerra Mondiale, fino al 1940, anno della sua morte. Le vicende raccontate sono tratte da un diario scritto nel corso degli anni dalla nonna stessa.